# Pirofosfato

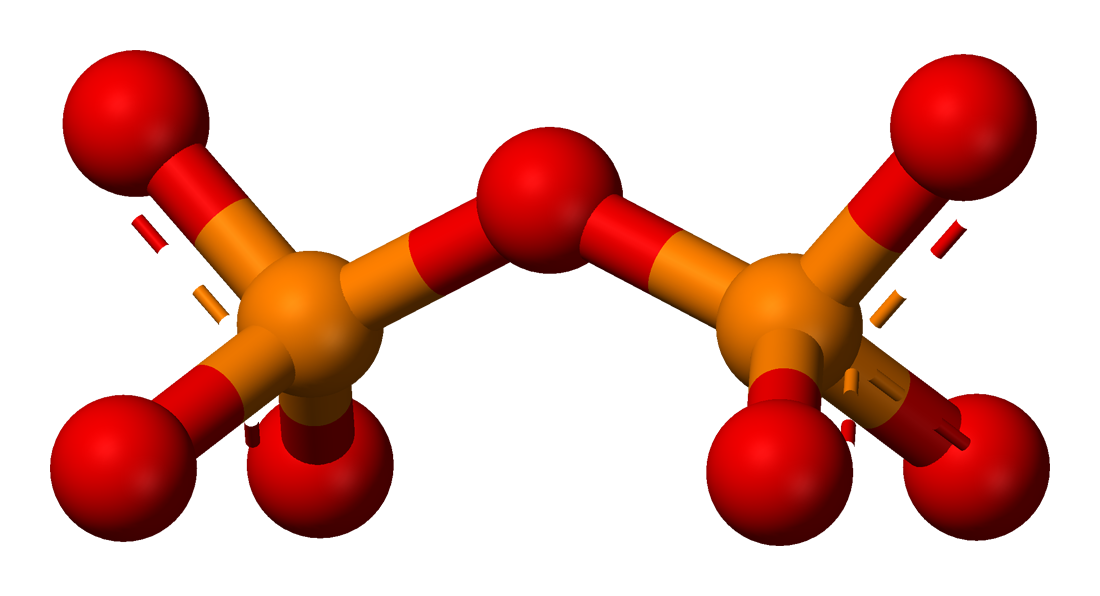
Modelo de ânion de pirofosfato, P_{2}O_{7}^{4−}

Em química, os pirofosfatos são os ânions, sais, e ésteres do ácido pirofosfórico. O ânion se abrevia PPi e se forma pela hidrólise da ATP para formar AMP nas células. Esta hidrólise se conhece como pirofosforólise
ATP → AMP + PPi
O ânion pirofosfato tem uma estrutura P2O74−, e é um ácido anidro do fosfato. É instável em solução aquosa e se hidrolisa rapidamente formando fosfato inorgânico:
P2O74− + H2O → 2 HPO42−
abreviadamente:
PPi + H2O → 2 Pi
Do ponto de vista da ligação entre fosfatos, se requerem duas reações de fosforilação para obter a hidrolise do ATP a AMP e PPi.
AMP + ATP → 2 ADP
2 ADP + 2 Pi → 2 ATP
A sintese do tetraetil pirofosfato foi descrita pela primeira vez em 1854 por Philip de Clermonunt em uma reunião da Academia Francesa de Ciências.
O termo pirofosfato também designa aos ésteres formados pela reação de condensação de um composto biológico fosforilado com um fosfato inorgânico.